# Álamo: trece días para la gloria
Álamo: trece días para la gloria (título original: The Alamo: Thirteen Days to Glory) es una película estadounidense de 1987 de Burt Kennedy con  James Arness, Brian Keith y Alec Baldwin como los protagonistas principales.
Es una nueva versión para la televisión de El Álamo de John Wayne, pero con una perspectiva más humana, basada en el hecho real de la batalla de El Álamo, que ocurrió en 1836.

## Argumento
La Revolución Texana ha empezado y durante el sitio del fuerte de El Álamo (1836) un reducido grupo de soldados texanos, entre los que había figuras legendarias como Jim Bowie, Davy Crockett o el Coronel William Barrett Travis, intentaron resistir obsesivamente pero sin éxito el ataque de las tropas del General Santa Ana, que los superaban numéricamente en mucho.
Todos ellos excepto mujeres y niños fueron masacrados en el asalto final, los cuales, por orden de Santa Ana, no fueron tocados y permitidos a marcharse del lugar. Aun así les causaron altas pérdidas, consiguieron fortalecer con su acto a los texanos en su guerra por su independencia de México y llevarlos así indirectamente a la victoria en la batalla de San Jacinto.

## Reparto
| Actor              | Personaje                        |
| ------------------ | -------------------------------- |
| James Arness       | Jim Bowie                        |
| Brian Keith        | Cnel. Davy Crockett              |
| Alec Baldwin       | Cnel. William Barrett Travis     |
| David Ogden Stiers | Cnel. Black                      |
| Jim Metzler        | Mayor James Bonham               |
| Fernando Allende   | Cnel. Alamonte                   |
| Kathleen York      | Sra. Susannah Dickinson          |
| Raúl Julia         | Gen. Antonio López de Santa Anna |
| Jon Lindstrom      | Cap. Almeron Dickinson           |
| Lorne Greene       | General Sam Houston              |

## Recepción
Según Abandomoviez, la película es un clásico histórico que nadie puede dejar de ver.

## Premios
- Premios Emmy (1987): Una Nominación